# Pallacanestro femminile ai V Giochi panamericani
Il Campionato femminile di pallacanestro ai V Giochi panamericani si è svolto dal 24 luglio al 5 agosto 1967 a Winnipeg, in Canada, durante i V Giochi panamericani. La vittoria finale è andata alla nazionale brasiliana.

## Squadre partecipanti
- Brasile
- Canada
- Cuba
- Messico
- Stati Uniti

## Girone unico con andata e ritorno
| Squadra     | G | V | P | PF  | PS  | DP   |
| ----------- | - | - | - | --- | --- | ---- |
| Brasile     | 8 | 8 | 0 | 547 | 417 | +130 |
| Stati Uniti | 8 | 6 | 2 | 411 | 386 | +25  |
| Canada      | 8 | 3 | 5 | 459 | 449 | +10  |
| Messico     | 8 | 3 | 5 | 412 | 420 | -8   |
| Cuba        | 8 | 0 | 8 | 379 | 536 | -157 |

## Risultati

### Andata
| Winnipeg 24 luglio 1967 | Brasile | 60 – 42 | Stati Uniti |  |

| Winnipeg 24 luglio 1967 | Messico | 67 – 52 (25-15) | Cuba |  |

| Winnipeg 25 luglio 1967, ore 14:30 | Canada | 70 – 48 (28-21) | Cuba |  |

| Winnipeg 25 luglio 1967, ore 16:00 | Stati Uniti | 48 – 45 | Messico |  |

| Winnipeg 27 luglio 1967, ore 11:00 | Brasile | 69 – 55 (29-26) | Canada |  |

| Winnipeg 27 luglio 1967, ore 14:30 | Stati Uniti | 62 – 48 (40-39) | Cuba |  |

| Winnipeg 28 luglio 1967 | Messico | 62 – 56 | Canada |  |

| Winnipeg 28 luglio 1967 | Brasile | 85 – 50 | Cuba |  |

| Winnipeg 30 luglio 1967, ore 14:30 | Stati Uniti | 59 – 46 (32-20) | Canada |  |

| Winnipeg 30 luglio 1967, ore 16:00 | Brasile | 61 – 46 (33-18) | Messico |  |

### Ritorno
| Winnipeg 1º agosto 1967, ore 16:00 | Messico | 49 – 39 | Cuba |  |

| Winnipeg 1º agosto 1967, ore 18:30 | Brasile | 59 – 54 | Stati Uniti |  |

| Winnipeg 2 agosto 1967 | Stati Uniti | 43 – 42 | Canada |  |

| Winnipeg 2 agosto 1967 | Brasile | 61 – 58 | Messico |  |

| Winnipeg 3 agosto 1967 | Stati Uniti | 52 – 42 | Messico |  |

| Winnipeg 3 agosto 1967 | Canada | 78 – 47 | Cuba |  |

| Winnipeg 4 agosto 1967 | Brasile | 78 – 61 | Canada |  |

| Winnipeg 4 agosto 1967 | Stati Uniti | 51 – 44 | Cuba |  |

| Winnipeg 5 agosto 1967 | Brasile | 74 – 51 | Cuba |  |

| Winnipeg 5 agosto 1967 | Canada | 51 – 43 | Messico |  |

## Classifica finale
| Pos. | Squadra     | Formazione |
| ---- | ----------- | --- |
|      | Brasile     | BrasileAngelina, Delcy, Elzinha, Jacy, Laís Elena, Lúcia, Marlene, Nadir, Neusa, Nilza, Norminha, Rosália, All. Renato Brito Cunha       |
|      | Stati Uniti | Stati UnitiAspedon, Benedetto, DeBerry, Finley, Gaule, Ham, Matlock, Miller, Rutt, Sipes, Smith, Woodall, All. Alberta Cox               |
|      | Canada      | CanadaCoutts, Currie, Curry, Doyle, Gensick, Hilliard, Kingswood, MacDonald, McIntosh, Pisnook, Robertson, Robinson, All. Nora McDermott |
| 4.   | Messico     | MessicoA. Amezcua, L. Amezcua, Alcántara, Elías, Guerrero, Lorenzana, Mijare, Nava, Orozco, Palafox, Reza, Rebollo, All. Pedro Barba     |
| 5.   | Cuba        | CubaCamps, Cartaya, E. González, M. González, P. González, Jova, Li, Nápoles, Polledo, Serret, Skeet, Vázquez, All. -                    |